# Charles Lécrivain
Pour les articles homonymes, voir Lécrivain.
Charles Albert Lécrivain, est un historien français né le 12 février 1860 à Auxerre et mort le 28 janvier 1942 à Toulouse.

## Biographie
Après ses études au collège de sa ville natale, Charles Lécrivain est admis à l'École normale supérieure en 1880 et à l'École française de Rome en 1881.
Agrégé d'histoire et géographie en 1883, il enseigne à partir de 1886 à la faculté des lettres de Toulouse, titulaire de la chaire d'histoire ancienne en 1893. Il y fera toute sa carrière.

## Publications
- Le Sénat romain depuis Dioclétien à Rome et à Constantinople, 1888
- Études sur l'Histoire Auguste, 1904
- 217 articles dans le Dictionnaire des antiquités grecques et romaines